# مكافأة نهاية الخدمة
مكافأة نهاية الخدمة(مرادفات) في قانون العمل لعدد من بلدان العالم، هو المبلغ الذي يتوجب على صاحب العمل دفعه لصالح العامل في حالة الفصل غير المبرر. تختلف خصائص القانون وفقا لتشريعات كل بلد ووفقا لنوع عقد العمل.
بالإضافة إلى رواتبهم العادية المتبقية، قد يشمل التعويض ما يلي :
- أي مدفوعات إضافية على أساس أشهر الخدمة؛
- الدفع مقابل الإجازات المتراكمة غير المستخدمة أثناء العطل الشخصية أو الإجازات المرضية؛
- دفع مقابل خلال فترة الإشعار المطلوبة؛
- المساعدة في البحث عن عمل جديد، مثل الوصول إلى خدمات التوظيف أو المساعدة في إنتاج بيان السيرة.[1]

وغالباً ما يتم تقديم التعويضات أيضا إلى الموظفين المسرحين بغرض التحجيم أو المتقاعدين. حيث يمكن لصاحب العمل دفع تعويض لمساعدة العاطلين الجدد عن العمل. كما يمكن أن تقدم في بعض الأحيان للموظفين المستقيلين، بغض النظر عن الظروف، أو الذين تم طردهم. يتم غالبًا تضمين السياسات الواجب اتخاذها في حالة الفصل من الخدمة في دليل موظفي الشركة المعنية، وتخضع في العديد من البلدان لقواعد حكومية صارمة. حيث تنص عقود التعويضات في كثير من الأحيان على ضرورة عدم مقاضاة الموظفين صاحب العمل بسبب الطرد التعسفي أو محاولة الحصول على إعانات البطالة بعد تلقيهم للتعويض، وأنه في حالة قيامهم بذلك، يجب عليهم إعادة أموال التعويض عن إنهاء الخدمة.

## المرادفات
مرادفات: تعويض إنهاء الخدمة أو تعويض الفصل أو منحة الفصل أو مكافأة الفصل أو مكافأة البينونة

## التعويض عن انهاء الخدمة حول العالم

### الولايات المتحدة
الاتفاقيات التي تلي إنهاء الخدمة هي أكثر من مجرد مقابل شكر لصاحب العمل. بحيث يمكن لهذه الاتفاقات تسريح الموظف مع ضمان حقوقه مقابل التنازل عن حق مقاضاة صاحب العمل السابق. كما يمكن أن يتخلى بموجبها الموظف أيضا عن حقه في الحصول على إعانات البطالة. بموجب هذه الاتفاقات دائما يكون للموظف الحق في الاتصال بمحامي توظيف للمساعدة في تقييم ومراجعة اتفاقية انهاء الخدمة. حيث يمكن لهذه التعويضات أن تستمر في بعض الحالات على دفعات إلى غاية أن يجد الموظف السابق وظيفة أخرى.
بحلول فبراير 2010، صدر في مقاطعة ميتشيغان الغربية حكم يقضي بإعفاء مكافأة التعويض عن إنهاء الخدمة من ضرائب قانون مساهمات التأمين الفدرالي (FICA)،  لكنه سرعان ما رفض من قبل المحكمة العليا بحلول مارس 2014.

### بورتوريكو
بموجب قانون العمل في بورتوريكو، أرباب العمل مطالبون بدفع تعويض نهاية الخدمة بمجرد إقالة الموظف من عمله. بالإضافة إلى ذلك، لا يسمح للموظفين التنازل عن تلقي هذه المكافأة. في المقابل، يصبح التعويض غير إلزامي في حالة إنهاء عمل الموظف لـ«سبب وجيه».
في أقصى الظروف، وبموجب القانون دائما تصبح الأسباب العادلة التي يمكن على أساسها إنهاء عمل الموظف ودفع تعويض له، محصورة في الحالات التالية:
- كان لدى الموظف نمط سلوكي غير لائق أو مخل بالنظام العام؛
- كان الموظف غير فعال، متأخر، مهمل، أو ضعيف في عمله؛
- انتهك الموظف مرارا وتكرارا القواعد المحددة المعقولة والمكتوبة لصاحب العمل؛
- كان لدى صاحب العمل إغلاق كلي أو مؤقت أو جزئي للعمليات؛
- كان لدى صاحب العمل تغييرات تكنولوجية أو تغييرات تتعلق بإعادة تنظيم العمل، أو طبيعة المنتج المنتج، أو الخدمات المقدمة؛
- اضطر صاحب العمل إلى خفض عدد الموظفين نتيجة لانخفاض فعلي أو متوقع في الإنتاج أو المبيعات أو الأرباح.

يجب أن يحصل الموظف الذي قضى أقل من خمس سنوات في العمل لدى رب العمل على دفعة تعادل قيمتها راتب شهرين بالإضافة إلى أسبوع إضافي من الأجر عن كل سنة من العمل. في المقابل يجب أن يتقاضى الموظف الذي تزيد مدة اشتغاله مع صاحب العمل عن خمس سنوات ولكن أقل من خمسة عشر عاما، تعويضا تعادل قيمته راتب ثلاثة أشهر، بالإضافة إلى أسبوعين من الأجر الإضافي عن كل سنة عمل. بالنسبة للموظف الذي يمتلك تجربة أكثر من خمس عشرة سنة من العمل مع صاحب العمل، فيجب على هذا الأخير أن يدفع له تعويضا يعادل راتب ستة أشهر، بالإضافة إلى ثلاثة أسابيع إضافية أخرى من الأجر عن كل سنة عمل.

## المملكة المتحدة
ينص قانون العمل في المملكة المتحدة على دفع مكافأة التعويض عن إنهاء الخدمة. حيث يقدر الحد الأقصى لمبلغ مكافأة نهاية الخدمة الواجب تقديمها بموجب القانون في حدود 15,240 جنيها استرلينيا.